# Sociedad Española de Ornitología
La Sociedad Española de Ornitología (SEO, en la actualidad SEO/BirdLife) es una organización no gubernamental española de utilidad pública que tiene como principales objetivos la conservación y el estudio de las aves y sus hábitats. Está inscrita como ONGD en la AECID. A mediados de 2025 contaba con casi veintiséis socios y unos cinco mil voluntarios.[cita requerida] Sus socios más activos se agrupan en los denominados Grupos Locales de los que en la actualidad existen cuarenta y cuatro repartidos por toda España. La sede central está situada en Madrid y además existen delegaciones en Aragón, Andalucía, Canarias, Cantabria, Cataluña, Extremadura y en la Comunidad Valenciana además de oficinas en Doñana y en el Delta del Ebro.
SEO/BirdLife es la ONG conservacionista más antigua de España con más de setenta años de experiencia en la defensa y estudio las aves y sus hábitats. Fue fundada el 15 de mayo de 1954 en el Museo de Ciencias Naturales de Madrid con un núcleo fundador formado por ochenta y cinco personas. Desde su comienzo SEO/BirdLife publicó una revista científica semestral, Ardeola, y en 1957 creó un Centro de Migración de Aves. También cuenta con una revista trimestral, Aves y Naturaleza que reciben todos sus socios.
SEO/BirdLife gestiona catorce reservas ornitológicas con un total de 13.365 hectáreas que abarcan diferentes tips de hábitats. Además tiene firmados 140 acuerdos de custodia del territorio que suponen 41.530 hectáreas de terrenos de gran interés natural y ornitológico. Forma parte de "las cinco grandes" ONG ambientalistas de España junto con Greenpeace, WWF, Amigos de la Tierra y Ecologistas en Acción. 
A nivel internacional forma parte de BirdLife International, una federación mundial 
que agrupa a más de tres millones de socios en ciento veinte países, dedicada a la conservación de la biodiversidad en todo el mundo.

## Actividades
El trabajo de SEO/BirdLife se basa en tres pilares: investigación, conservación y divulgación. Para poder conservar la naturaleza es necesario conocer, es decir, investigar, y además es necesario contar con el apoyo de la población, por eso es imprescindible divulgar, concienciar y educar.
Su filosofía es netamente conservacionista e implica que la mayoría de sus proyectos tengan una clara base científica orientada a la conservación, a diferencia de otras organizaciones ecologistas que centran sus esfuerzos en denuncias y campañas a escala mundial. 

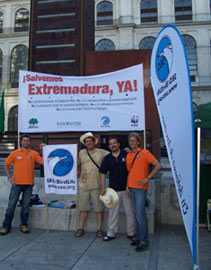
Acción de protesta

Determinar las poblaciones de aves y sus fluctuaciones es muy importante para poder conservarlas, por ello SEO/BirdLife es conocida por su labor en lo relacionado con el seguimiento y los censos de aves. La mayoría de estas tareas las realizan miles de voluntarios que participan en los programas de SEO/BirdLife contando aves. Algunos de estos programas son SACRE (Seguimiento de Aves Comunes Reproductoras), Noctua (para aves nocturnas), Atlas de Aves Invernantes en España, Red Fenológica, SACRE de invierno, etc.
El anillamiento de aves (anillamiento científico), que consiste en el marcaje de aves con una anilla individualizada para su estudio, es otra de las actividades de la organización. El Centro de Migración de Aves (CMA) está englobado dentro de SEO/BirdLife y entre sus funciones destaca la gestión de todo lo relacionado con esta actividad. 
Lógicamente la conservación de las aves y sus hábitats es una tarea clave dentro de la labor de SEO/BirdLife. En este sentido la organización realiza campañas específicas para especies o espacios, colabora en procedimientos de impacto ambiental, programas y proyectos. En ocasiones para la conservación de las aves y sus hábitats SEO/BirdLife ha denunciado actuaciones contrarias a la legalidad ante tribunales españoles o incluso ante la Unión Europea, especialmente en asuntos como el uso ilegal de venenos, la caza furtiva o la construcción de infraestructuras prejudiciales para la biodiversidad. 
Mención especial merece la identificación que SEO/BirdLife ha realizado durante años de las áreas importantes para las aves (IBA). Estas zonas son vigiladas por voluntarios de la organización para que conserven su riqueza ornitológica. Muchas de estas IBA han terminado convirtiéndose en ZEPA o Zonas de Especial Protección para las Aves, de hecho entre los cometidos de SEO/BirdLife se encuentra la identificación de todos los espacios que merezcan ser declarados ZEPA.  
Además trabaja para que las distintas políticas públicas regionales, nacionales y europeas, con repercusiones sobre el medio ambiente sean compatibles con la conservación de la naturaleza, con especial atención a las políticas agrícolas, de desarrollo rural y de aguas, por su relevancia para las aves. 
Algunos de sus programas más importantes actualmente son: 
- “El Sonido del Bosque”: Campaña dedicada a la conservación del Urogallo cantábrico mediante el seguimiento y estudio de sus poblaciones, la mejora de hábitats y la sensibilización social.
- “Alzando el Vuelo”: Programa dedicado al Águila Imperial Ibérica que pretende aumentar su población mediante acuerdos con propietarios de grandes fincas donde habita o se alimenta, la gestión del hábitat, la educación ambiental y el establecimiento de una red de custodia de municipios implicados en la conservación de la especie.
- “Alas sobre Agua”:  Campaña para la mejora en la conservación de las zonas húmedas y las especies de aves ligadas a ellas, de cara al 2015, fecha fijada según la Directiva Marco del Agua.
SEO/BirdLife también realiza programas de educación, tanto a través de rutas guiadas, como de charlas en centros, campos de trabajo para adultos y voluntariado en Parques nacionales y espacios protegidos. Cada año unos 40.000 niños y varios miles de voluntarios adultos participan en sus actividades de educación y voluntariado. 
Por último señalar que la actividad de SEO/BirdLife no se ciñe exclusivamente al ámbito español puesto que destina parte de sus esfuerzos a programas de conservación y cooperación internacional en África y América Latina. 
Red de Reservas Ornitológicas
SEO/BirdLife gestiona más de 2000 hectáreas de reservas naturales con el fin de conservar especies concretas o preservar hábitat. Algunas de estas reservas son propiedad de la organización y otras son de gestión compartida, es decir, sólo se colabora en su manejo. Estas reservas son: Riet Vell y el Clot en el Delta del Ebro, el cercado de El Jarde en Fuerteventura, El Planerón de Belchite, la Laguna de El Oso en Ávila, Palacios de Compludo en León, las Marismas Blancas de El Astillero (Cantabria), Mas de Cirugeda en Teruel, la finca de San Miguel en Huesca y los Charcones de Miguel Esteban en Toledo.

## Historia
Años 50.
Tras varias reuniones previas, nace la Sociedad Española de Ornitología el 15 de mayo de 1954 en el Museo Nacional de Ciencias Naturales, su primera sede. Se crean el Centro de Migración de Aves y la Comisión Coordinadora de Censos de Aves Acuáticas.
Años 1960.
SEO/BirdLife publica su primer libro en 1964. Se celebran las primeras Jornadas Ornitológicas Españolas, (actualmente se celebran bajo el nombre de Congreso Español de Ornitología) en 1968. En 1969 se declara Doñana como parque nacional; primer gran éxito de SEO/BirdLife.
Años 1970.
Se constituye como la primera Reserva Ornitológica de SEO/BirdLife. Creación de la Comisión de Reproducción y de la Comisión de Fenología en 1970. Nace el Grupo Español de Migración de Rapaces. En 1977 surge la campaña a favor del parque natural de Monfragüe en la que colabora SEO/BirdLife. El ICONA acuerda en 1979 con el CMA que sea la única oficina de anillamiento de España. A finales de la década comienzan a celebrarse los Encuentros Nacionales de Anilladores.
Años 1980.
En 1983 se abre la nueva delegación de SEO/BirdLife en la Comunidad Valenciana. Creación de la Comisión de Aves Accidentadas y de la Comisión de Nomenclatura y Sistemática. El Boletín-Circular pasa a llamarse La Garcilla en 1984. Creación del Comité Ibérico de Rarezas y del Comité para la Protección de las Aves. El Centro de Migración de Aves se reestructura y pasa a estar a cargo de una Comisión de Anilladores elegida por el conjunto de los anilladores. En 1987 se celebra por primera vez el Día de las Aves y se edita la primera monografía de SEO/BirdLife. Comienza el Programa Aves Migradoras. Declaración de las primeras ZEPA en España; un total de 45. Constitución del Grupo Ibérico de Aves Marinas y de la Comisión de Educación Ambiental en 1987. Por último en 1988 comienza la Campaña Estepas, se declara la primera Ave del Año y SEO/BirdLife entra a formar parte como socio de la Oficina Europea de Medio Ambiente.
Años 1990.
Durante los años 1990 SEO/BirdLife sufre un proceso de transformación para pasar de ser una pequeña sociedad científica a una gran ONG ambiental. En esta década aparecen las oficinas de Cantabria, Aragón, Canarias, Delta del Ebro, Andalucía y se traslada definitivamente la oficina central de nuevo a Madrid, a Vallecas. Desde el punto de vista social es declarada de utilidad pública en 1993, año en el que también se adhiere a BirdLife Internacional. Aparecen nuevas áreas y tareas como el departamento de Internacional, la página web o el Boletín Digital, ambos en 1999 o la creación de la red de grupos locales en 1992.
Desde el punto de vista de la conservación se consiguen grandes logros como por ejemplo la primera sentencia en 1993 del Alto Tribunal de Justicia de Luxemburgo a un estado miembro en materia de conservación de aves y sus hábitats, por la negativa de declaración de ZEPA a las Marismas de Santoña, procedimiento puesto en marcha por SEO/BirdLife. En 1997 se adjudica a SEO/BirdLife su primer proyecto LIFE de la Unión Europea, en el Delta del Ebro, dónde se termina comprando la reserva de Riet Vell en 1997. Anteriormente ya se comprado la reserva de Belchite en 1991. Otros logros importantes fueron la edición del primer inventario de Áreas Importantes para las Aves en España en 1990 y la aprobación la Directiva de Hábitats en 1991 (SEO/BirdLife participó en su elaboración) y la creación del Programa Antídoto contra el veneno en 1998.
En lo relativo es estudio de aves también se consiguen importantes metas como la creación de los Grupos de Rapaces y Cigüeñas, del Programa Paser de anillamiento y las estaciones de esfuerzo constante en 1995, del programa SACRE en 1996, los programas MIGRES y NOCTUA en 1997 y la “Revista de Anillamiento” en 1998.
2000. Sale la primera edición del Escribano Digital. Creación del Grupo de Aves Exóticas.
2001. Se abre la delegación de Cataluña. SEO/BirdLife se adhiere a la Campaña Aves Marinas, iniciada por BirdLife un año antes. Además, lanza la Campaña “Sembramos Naturaleza”, como parte de la iniciativa de BirdLife “Farming for Life”, con motivo del proceso de reforma de la Política Agraria Comunitaria (PAC), y que supone un impulso definitivo al trabajo de SEO/BirdLife en el ámbito de la agricultura, que ya se venía realizando y se ha mantenido desde entonces.
2002. Creación de la empresa Riet Vell con la participación de SEO/BirdLife para comercializar el arroz ecológico del Delta del Ebro y la pasta de Belchite. SEO/BirdLife despliega el mayor número de voluntarios de su historia, más de 1400, por causa del hundimiento del petrolero Prestige. SEO/BirdLife dirige el Centro Marroquí de Humedales. SEO/BirdLife coordina la Campaña “Red Natura 2000” presentada por BirdLife en el Parlamento Europeo. Se inicia el Programa Calidris de anillamiento. Creación del Club Amigos del Águila Imperial, impulsado por SEO/BirdLife.
2003. Mueren José Antonio Valverde y Francisco Bernis. Nace la oficina de SEO/BirdLife en Extremadura. Ardeola es incluido en el Science Citation Index.
2004. 50 aniversario de SEO/BirdLife. Se rechaza definitivamente el trasvase del Ebro y se modifica el Plan Hidrológico Nacional. Inicio de la campaña de conservación de las aves esteparias de Andalucía.
2005. España es condenada por la caza en contrapasa, actividad denunciada por SEO/BirdLife en 1998. Inicio de la Campaña Sembramos Naturaleza.
2006. SEO/BirdLife presenta el Programa de Conservación del Águila Imperial Alzando el Vuelo. SEO/BirdLife advierte de la imposibilidad de llevar a cabo la estación de esquí de San Glorio, solicita la inmediata paralización de las obras de la M-501 en Madrid y denuncia la especulación urbanística en Las Navas del Marqués (Ávila).
2007. España condenada por el Tribunal de Luxemburgo por no haber declarado suficientes Zonas de Especial Protección para las Aves (ZEPA). SEO/BirdLife solicita que se desestime el proyecto de teleférico a Sierra Nevada. Se firma acuerdo con Iberia por el que trece especies de aves españolas protegidas darán nombre a otros tantos aviones. SEO/BirdLife denuncia en macroproyecto Gran Scala-Las Vegas en Los Monegros.
2008. SEO/BirdLife aplaude la aprobación un decreto fundamental para proteger a las aves de los tendidos eléctricos. Por primera vez, se monitoriza la evolución de un pollo de águila imperial ibérica, en vivo y en directo en Internet. Se presenta el Programa de Conservación del urogallo cantábrico "El Sonido del Bosque". SEO/BirdLife publica junto con la Fundación BBVA la “Enciclopedia de las aves de España”, la más completa obra digital de ornitología.